# Зингерис, Маркас
Ма́ркас Зи́нгерис (лит. Markas Zingeris; 2 января 1947, Пренай — 20 апреля 2023, Вильнюс) — литовский писатель, поэт, драматург, переводчик, журналист. Директор Государственного еврейского музея Виленского Гаона (2005—2019).

## Биография
Окончил факультет журналистики Вильнюсского университета (1971).
В 1971—1977 годах преподавал в высших учебных заведениях Каунаса. За отказ вступить в партию был уволен и отчислен из аспирантуры по философии.
Работал в военном музее имени Витаутаса (Каунас), Литовской сельскохозяйственной академии (Каунас), Институте международных отношений и политических наук Вильнюсского университета.
Издал несколько сборников стихотворений — «Дом из кедра» («Namas iš kedro», 1984), «Вечер в детстве» («Vakaras vaikystėje», 1989), «Столько закатов» («Šitiek saulėlydžių», 1993), сборник рассказов «Иллюзион» («Iliuzionas» (2000). Автор романов «Вокруг фонтана, или Маленький Париж» («Aplink fontaną, arba Mažasis Paryžius», 1998), «Музицирование вдвоём» («Grojimas dviese», 2002) и других произведений. Произведения Зингериса были переведены на девять языков: немецкий, французский, английский, датский, русский, идиш, финский, польский, венгерский.
Переводил на литовский язык рассказы Исаака Башевиса-Зингера, стихотворения Иосифа Бродского.
Программный директор Международной комиссии по расследованию преступлений нацистского и советского оккупационных режимов в Литве (с 1999). Руководитель литовского общественного Центра за взаимопонимание между литовцами и евреями. С февраля 2009 года являлся консультантом премьер-министра Литвы Андрюса Кубилюса по вопросам геноцида евреев.
Член Союза писателей Литвы (1990), литовского ПЕН-клуба.
Жил и работал в Вильнюсе. Умер 20 апреля 2023 года.

## Семья
Младший брат — литовский политик Эмануэлис Зингерис.

## Награды
- Награда хлопчатобумажного и трикотажного объединения им. Петраускаса (1984, за книгу стихов «Дом из кедра» (Namas iš kedro)).
- Премия каунасской фабрики «Аудеяс» за лучшую книгу поэзии 1988 г. (1989, «Вечер в детстве» (Vakaras vaikystėje)).
- Премия «Один лит» (2000, за впечатляющее воплощение калейдоскопичности жизни в книге «Иллюзион» («Iliuzionas»)).
- Памятный знак за личный вклад в развитие трансатлантических отношений Литвы и по случаю приглашения Литовской Республики в НАТО (2003)[3].
- Кавалер ордена «За заслуги перед Литвой» (2013)[4].
- Кавалер орден Заслуг перед Республикой Польша (2018).